# Smalle Spærregletsjer
De Smalle Spærregletsjer is een gletsjer in Nationaal park Noordoost-Groenland in het noordoosten van Groenland. 

## Geografie
De gletsjer is noordoost-zuidwest georiënteerd en heeft een lengte van meer dan vijftien kilometer. Ze ligt in het zuiden van de Prinses Elisabeth Alpen en mondt in het zuidwesten uit in het Ingolffjord.
Ten noordoosten van de gletsjer ligt de Tobiasgletsjer en ongeveer zeven kilometer ten zuidoosten de Bjørnegletsjer. Aan de overzijde van de monding van de Smalle Spærregletsjer, mondt de Brede Spærregletsjer uit en op meer dan tien kilometer westelijker de Hjørnegletsjer uit.